# Талбот (округ, Меріленд)
Шаблон:StateAbbr_ 38°45′ пн. ш. 76°11′ зх. д. / 38.75° пн. ш. 76.18° зх. д.
Округ Талбот (англ. Talbot County) — округ (графство) у штаті Меріленд, США. Ідентифікатор округу 24041.

## Демографія
За даними перепису
2000 року
загальне населення округу становило 33812 осіб, зокрема міського населення було 12503, а сільського — 21309.
Серед мешканців округу чоловіків було 16125, а жінок — 17687. В окрузі було 14307 домогосподарств, 9630 родин, які мешкали в 16500 будинках.
Середній розмір родини становив 2,82.
Віковий розподіл населення поданий у таблиці:
| Стать    | До 15 років | 15-21 | 22-29 | 30-39 | 40-49 | 50-65 | 65-85 | Понад 85 |
| -------- | ----------- | ----- | ----- | ----- | ----- | ----- | ----- | -------- |
| Чоловіки | 3068        | 1255  | 1121  | 2168  | 2394  | 3173  | 2678  | 268      |
| Жінки    | 2983        | 1122  | 1166  | 2324  | 2674  | 3467  | 3398  | 553      |

## Суміжні округи
- Графство королеви Анни — північ
- Керолайн — схід
- Дорчестер — південь
- Калверт — південний захід
- Енн-Арундел — захід

## Виноски
1. ↑  U.S. Decennial Census. United States Census Bureau. Архів оригіналу за 12 травня 2015. Процитовано 14 вересня 2014.
2. ↑  Historical Census Browser. University of Virginia Library. Архів оригіналу за 11 серпня 2012. Процитовано 14 вересня 2014.
3. ↑  Population of Counties by Decennial Census: 1900 to 1990. United States Census Bureau. Архів оригіналу за 31 жовтня 2014. Процитовано 14 вересня 2014.
4. ↑  Census 2000 PHC-T-4. Ranking Tables for Counties: 1990 and 2000 (PDF). United States Census Bureau. Архів оригіналу (PDF) за 18 грудня 2014. Процитовано 14 вересня 2014.
5. ↑  State & County QuickFacts. United States Census Bureau. Архів оригіналу за 21 липня 2011. Процитовано 24 серпня 2013. [Архівовано 2011-06-06 у Wayback Machine.](англ.) Наведено за англійською вікіпедією.
6. ↑  American FactFinder. Бюро перепису населення США. Архів оригіналу за 26 лютого 2012. Процитовано 31 січня 2008. [Архівовано 2008-05-21 у Wayback Machine.]

| США | Це незавершена стаття з географії США. Ви можете допомогти проєкту, виправивши або дописавши її. |